# دفنيس
دفنيس أو سحالي الكيمن (الاسم العلمي Dracaena)، جنس حيوانات زحافة قازبة من العظاء وفصيلة التيديات. أنواعه المعروفة قليلة العدد اعطانها حوض الأمازون. قوتها الأعشاب والحشرات والديدان وبلاعيط... اجسامها كبيرة القد تطول من 75 إلى 85 سم. اذنابها مستطيلة، دقيقة الأطراف. اثوابها متباينة الألوان يكثر فيها الأخضر الأصفر المواج.